# Acroloxus klucharevae
Acroloxus klucharevae е вид охлюв от семейство Acroloxidae.

## Разпространение
Видът е разпространен в Русия (Сахалин).